# Future Games
Future Games es el quinto álbum de estudio de la banda británica de rock Fleetwood Mac, publicado en 1971 por Reprise Records. Es el primer trabajo junto a Christine McVie como miembro oficial y a su vez el primero con el guitarrista Bob Welch, en reemplazo de Jeremy Spencer. A pesar de poseer más elementos del rock ciertas pistas lo acercan al blues rock, similar a los trabajos anteriores con Peter Green.
Fue el primer álbum en no debutar en las listas británicas, mientras que en los Estados Unidos solo alcanzó el puesto 91 en la lista Billboard 200. Sin embargo y hasta ese entonces, el disco vendió más copias que los anteriores trabajos en el mercado estadounidense y fue certificado con disco de oro en dicho país en el año 2000, luego de superar las 500 000 copias vendidas.
Con el pasar de los años ha sido remasterizado y relanzado en diferentes formatos y con distintas portadas, como también muchas de sus canciones aparecen en versión larga ya que superan algunas los ocho minutos de duración. Además y como dato, el tema «Future Games» fue regrabado por Welch en 1979 para su disco The Other One.

## Lista de canciones
| N.º | Título                        | Escritor(es)                                 | Duración |  |
| 1.  | «Woman of 1000 Years»         | Kirwan                                       | 5:28     |  |
| 2.  | «Morning Rain»                | C. McVie                                     | 5:38     |  |
| 3.  | «What A Shame» (instrumental) | Kirwan, C. McVie, J. McVie, Welch, Fleetwood | 2:20     |  |
| 4.  | «Future Games»                | Welch                                        | 8:18     |  |
| 5.  | «Sands of Time»               | Kirwan                                       | 7:23     |  |
| 6.  | «Sometimes»                   | Kirwan                                       | 5:26     |  |
| 7.  | «Lay It All Down»             | Welch                                        | 4:30     |  |
| 8.  | «Show Me a Smile»             | C. McVie                                     | 3:21     |  |

## Músicos
- Danny Kirwan: voz y guitarra
- Bob Welch: voz y guitarra
- John McVie: bajo
- Christine McVie: teclados y voz
- Mick Fleetwood: batería
- John Perfect: saxofón (músico invitado)